# Lars Ricken
Pour les articles homonymes, voir Ricken.
Lars Ricken est un footballeur international allemand né le 10 juillet 1976 à Dortmund. Il marque le but décisif de la victoire du Borussia Dortmund en finale de la Ligue des Champions face à la Juventus en 1997.

## Biographie
Ricken joue depuis le 1er juillet 1990 sous les couleurs du Borussia Dortmund, après avoir été transféré de l'Eintracht Dortmund. 
Il a été le plus jeune buteur de l'histoire de la Bundesliga, à l'âge de 17 ans, 8 mois et 1 jour, avant que ce record ne soit battu par son coéquipier Nuri Şahin lors de la saison 2005-2006.
Des blessures fréquentes et de mauvais placements sur le terrain l’ont handicapé dans sa progression. Il ne participe ni à la Coupe du monde de 1998 en France, ni à l’Euro 2000. En 2002, il est sélectionné par l'entraîneur de l'équipe nationale Rudi Völler pour la Coupe du monde de 2002, mais ne rentre pas sur le terrain. En 2004, le nouvel entraîneur, Bert van Marwijk donne sa chance aux jeunes de l’équipe, au détriment de Lars Ricken. En novembre 2005, il se blesse aux ligaments et sa saison est dès lors terminée.
Il est le buteur le plus rapide (par rapport à son entrée sur le terrain) d’une finale de Ligue des Champions. Entré en jeu à la 70e minute de la finale de 1997 contre la Juventus, Ricken marque le 3e but de son équipe après seulement 16 secondes de présence sur le terrain et sur son premier ballon.
Le 28 octobre 2005, lors d'un match, il se blesse à l'épaule, ce qui l'éloigne des terrains pour une durée d'environ 3 mois.
En novembre 2007, il annonce sa retraite professionnelle et joue depuis janvier 2008 dans une équipe de division régionale du Borussia Dortmund. Il suit en parallèle un programme de formation pour travailler dans l'encadrement du club.
Le lundi 16 février 2009, il annonce sa retraite sportive, pour occuper un poste de dirigeant au sein de son équipe de toujours. Il s'occupe de superviser les équipes de jeunes.
Le 1er mai 2024, Lars Ricken est promu au poste de directeur général chargé du sportif.

## Palmarès
- Vainqueur de la Ligue des champions en 1997
- Champion d'Allemagne en 1995, 1996 et 2002
- Finaliste de la Coupe UEFA en 2002

## Sélections
- première sélection : Allemagne - Arménie : 4-0 (10 septembre 1997).
- 16 sélections, 1 but

## Carrière
- 1993-fév 2009 : Borussia Dortmund, Allemagne